# Ondergronds bouwen

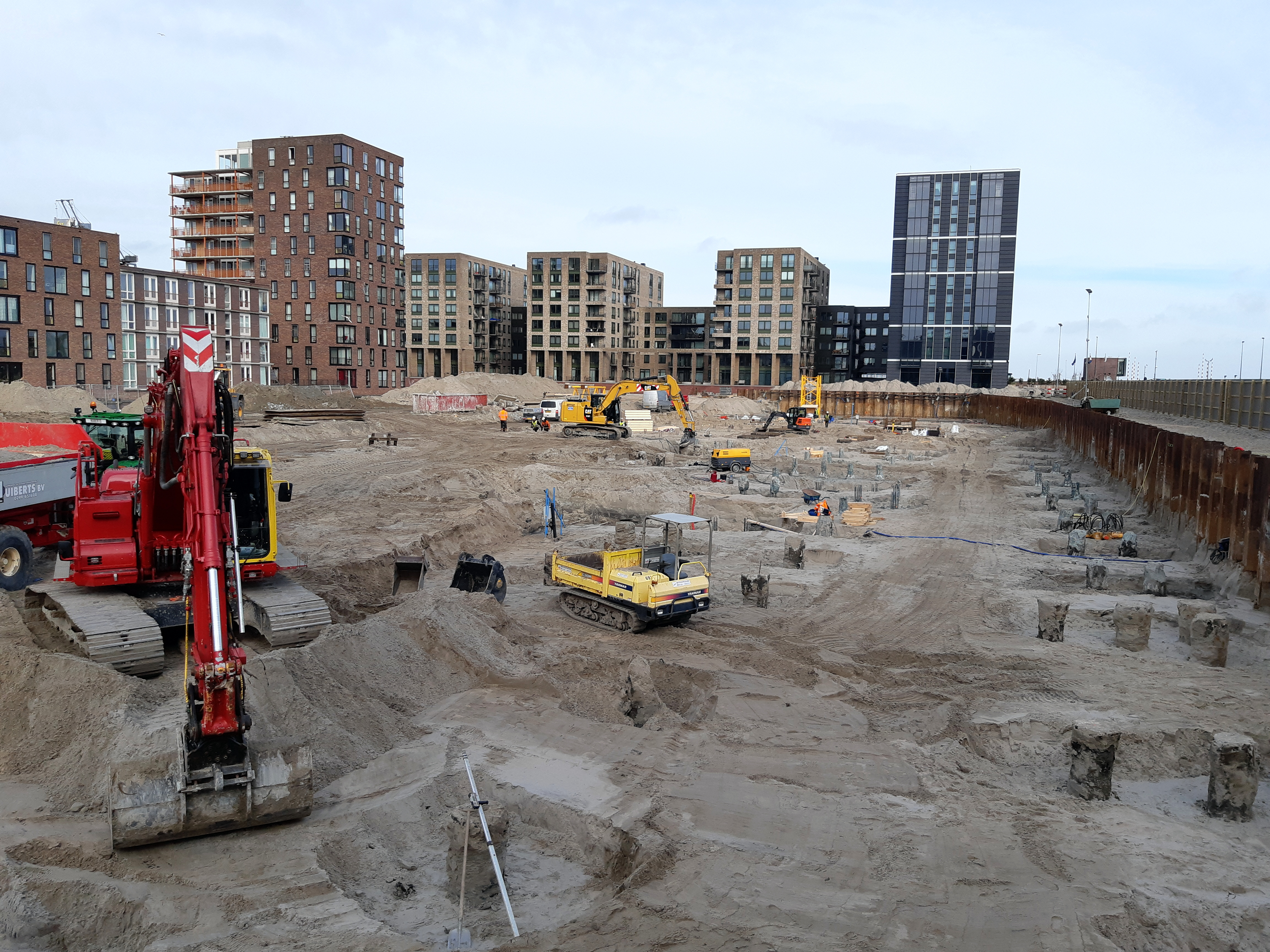
Fundering en bouwput voor een kelder in Amsterdam voor het project Jonas.

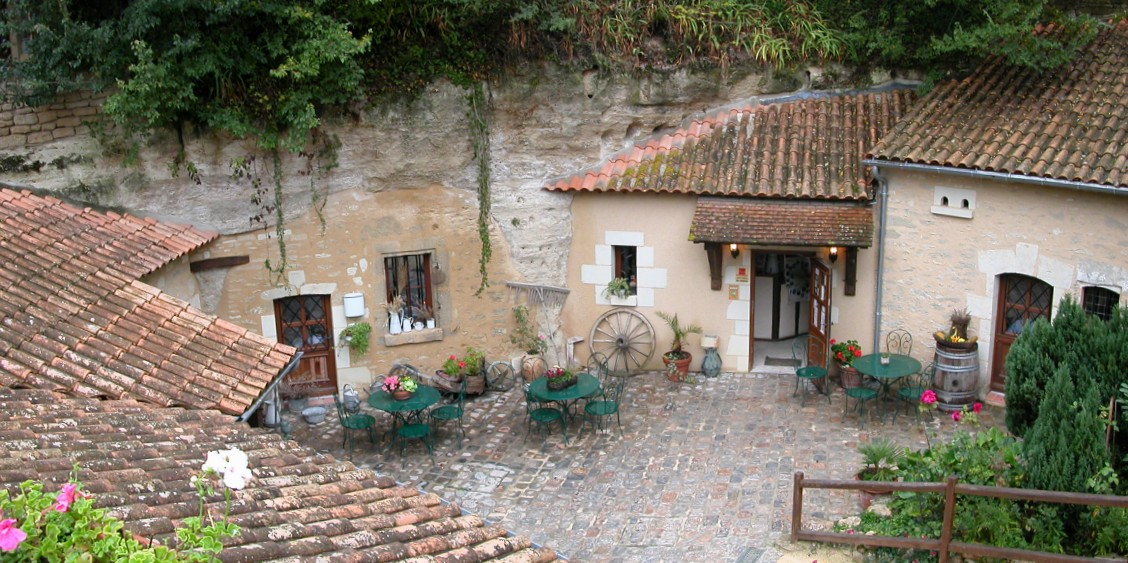
Ondergrondse huizen in Louresse-Rochemenier in Frankrijk.

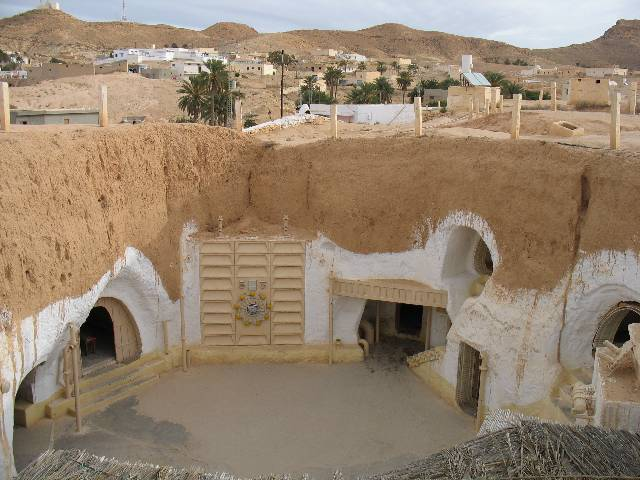
Hotel Sidi Driss in Matmata te Tunesië.

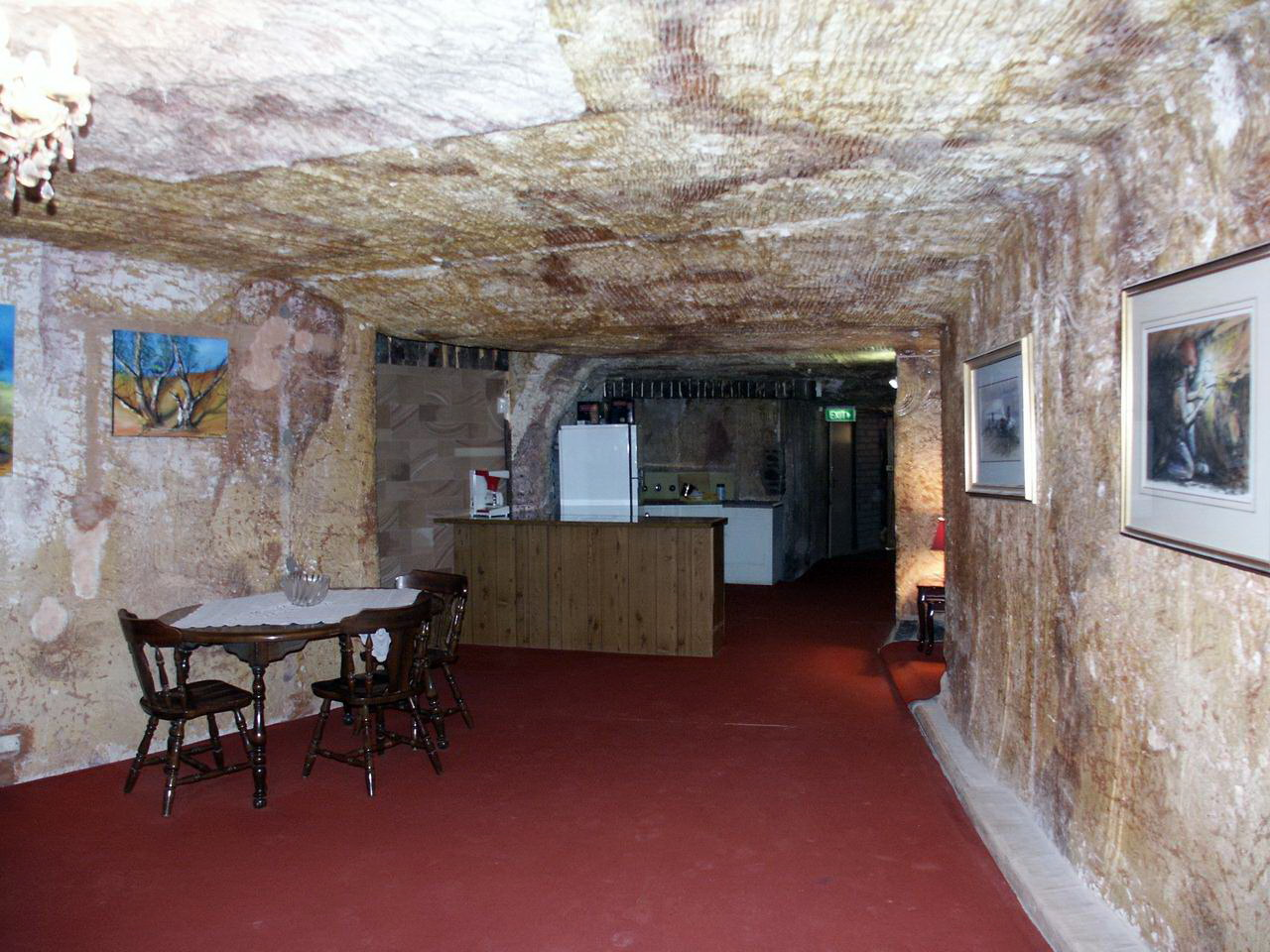
Woonkamer in de mijn Coober Pedy.

Ondergronds bouwen is de verzamelnaam voor alle constructies die onder maaiveld worden gerealiseerd. Het realiseren van kelders, metro-, spoor- en tunnels, ondergrondse opslag en ondergronds wonen en ook de aanleg kabels en leidingen van vallen alle onder de noemer 'ondergronds bouwen' of 'ondergronds ruimtegebruik'. Wonen in grotwoningen is daarvan een oeroud voorbeeld.

## Overwegingen bij ondergronds bouwen
Het toenemende ondergronds ruimtegebruik wordt veroorzaakt door de vraag naar extra voorzieningen waarvoor boven de grond eigenlijk geen plaats meer is. Te denken valt aan uitbreiding van infrastructuur in dichtbevolkte gebieden (steden). Daarnaast wordt aan de vrije ruimte boven de grond steeds meer waarde gehecht. Mensen willen hier kunnen recreëren of de natuur haar gang laten gaan. Ook wordt er steeds intensiever gekeken naar meerwaarde voor de leefomgeving als voorzieningen ondergronds gebouwd worden. Ondergronds bouwen is volgens velen het enige structurele antwoord op het ruimteprobleem in de wereld. Er kleven echter ook nadelen aan ondergronds bouwen:
- de kosten voor ondergronds bouwen zijn hoger dan bij bovengronds bouwen.
- in vergelijking met bovengronds bouwen vergt ondergronds bouwen meer materiaal wat leidt tot een hogere milieu-impact[2]

## Ondergrondse opslag enondergrondse logistieke systemen
Er zijn een aantal redenen om te kiezen voor ondergrondse opslag in plaats van bovengrondse opslag:
- de ruimte is makkelijker op constante temperatuur te houden.
- de opgeslagen waar is goed tegen overmatig licht te beschermen; er kan een constant lichtklimaat gecreëerd worden.
- de risico's door invloeden van buitenaf kunnen beperkt en gecontroleerd worden. Vooral explosieve en radioactieve stoffen kunnen goed ondergronds opgeslagen worden.
- meervoudig ruimtegebruik kan een economisch voordelige factor in zich hebben waardoor het interessanter wordt om ondergrondse opslag toe te passen.
- ruimtegebrek.

Nadelen:
- de ondergrondse opslag van radioactieve en chemische stoffen is slechts een tijdelijke oplossing en dient zeer precies gedaan te worden, zodat het milieu geen negatieve effecten van de opslag ondervindt.
- in veel stedelijke gebieden wordt de ondergrond al op andere manieren gebruikt, bijvoorbeeld om kabels en leidingen in te leggen, archeologie en grondwaterverontreiniging te beheren en energie in op te slaan (Koude-Warmte-opslag). De ruimtelijke ordening van de ondergrond (ruimtelijke ordening) staat in Nederland nog in de kinderschoenen.

## Centrum Ondergronds Bouwen
Een groot deel van het onderzoek in Nederland naar ondergronds bouwen en ondergronds ruimtegebruik vindt plaats bij het Centrum Ondergronds Bouwen (COB). Dit centrum werd in 1995 opgericht om achterstanden in technische kennis met betrekking tot geboorde tunnels bij Nederlandse bedrijven en instanties weg te werken. Hoewel zeker in de beginjaren het accent lag bij het doen van onderzoek rond tunnelboringen zijn ook andere aspecten van ondergronds ruimtegebruik onderwerp van onderzoek. Het COB hanteert daarbij de formule vraaggestuurd praktijkonderzoek. Dit betekent dat er kennis wordt ontwikkeld die tot praktische applicatie in de praktijk moet leiden en veelal ook geïnspireerd wordt door ervaringen uit die praktijk. Ondergronds bouwen brengt risico’s met zich mee. Het bouwen onder water is geen sinecure. Risico’s kunnen gereduceerd worden door onderzoek en met name door van projecten te leren. In het COB werken hiertoe private- en publieke partijen samen aan kennisontwikkeling. Deze samenwerking moet uiteindelijk leiden tot nieuwe innovatieve oplossingen. In 2008 is een Bouwhuisdebat aan ondergronds bouwen gewijd.